# Allotraeus orientalis
Allotraeus orientalis là một loài bọ cánh cứng trong họ Cerambycidae.